# Siergiej Jemielin (zapaśnik)
Siergiej Aleksandrowicz Jemielin (ros. Сергей Александрович Емелин; ur. 16 czerwca 1995) – rosyjski zapaśnik walczący w stylu klasycznym. Brązowy medalista olimpijski z Tokio 2020 w kategorii 60 kg. Złoty medalista mistrzostw świata w 2018 i srebrny w 2019 roku. 
Mistrz Europy w 2018 i 2021; wicemistrz w 2019. Drugi na igrzyskach wojskowych w 2019. Mistrz wojskowych MŚ z 2021, drugi w 2023 i trzeci w 2024. Drugi w Pucharze świata w 2016. Mistrz Europy U-23 w 2016, drugi na MŚ U-23 w 2017. Mistrz świata juniorów z 2015 i trzeci w 2014. Mistrz Rosji w 2021 i 2022 roku.